# ضريح محلة العرب في أربيل
ضريح محلة العرب، وهو ضريح لعدة قبور عثر عليهِ من قبل أحد الساكنين في محلة العرب داخل مدينة أربيل أثناء حفر بئر في فناء منزله على عمق 4 أمتار، وقد أبلغ السلطات في مديرية الآثار في أربيل وبعد الدراسة تبين أن القبر مبني على شكل غرفة وانه مشيد من الطابوق، ويبلغ ارتفاع الغرفة 220 سم، ولديها باب صغير مقوس الشكل، وفي داخل الغرفة توجد قبور على شكل أحواض طينية بعضها مغلفة بأغطية دائرية.

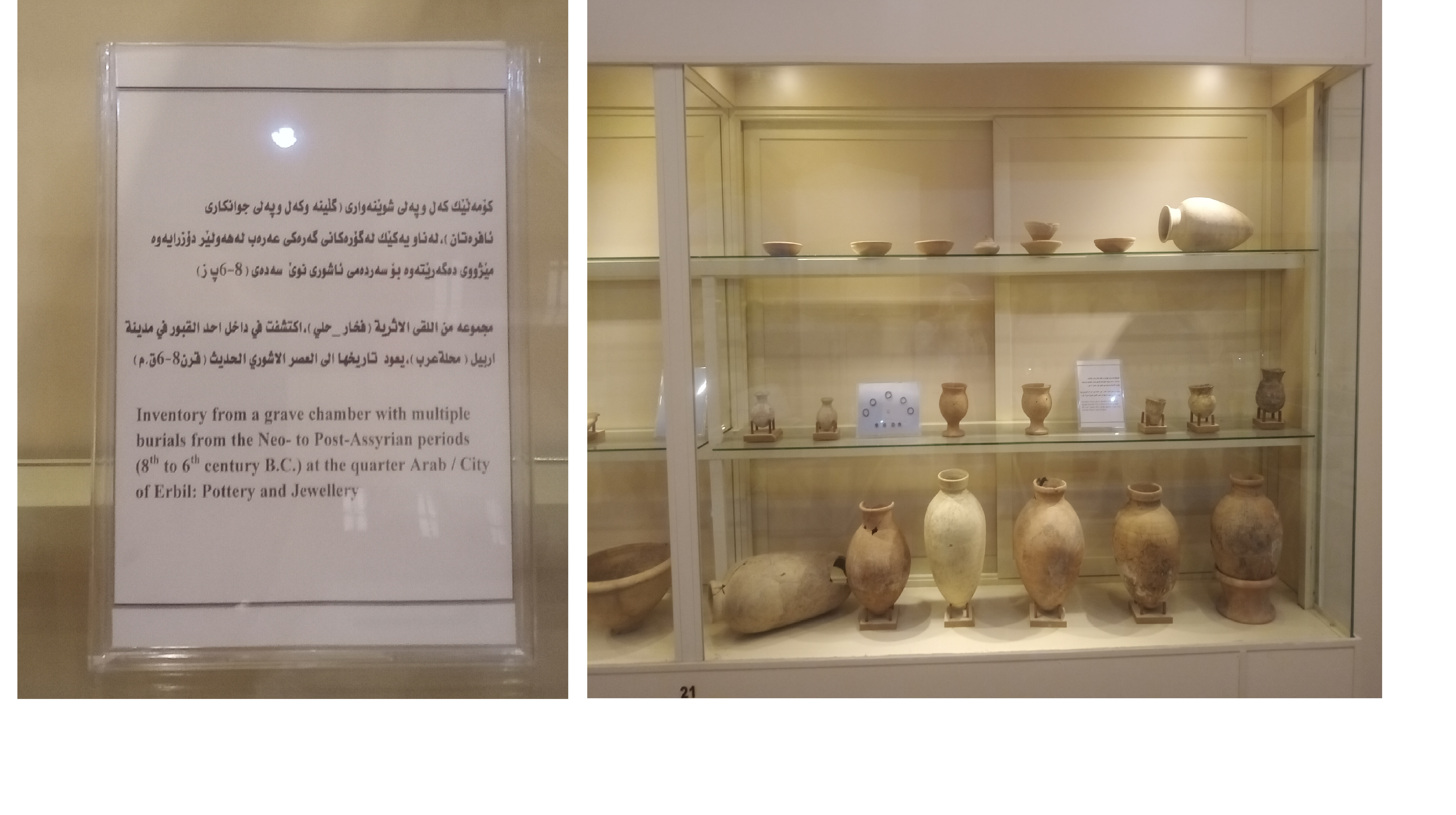

وقد تعرضت هذه القبور إلى النبش والنهب في الفترات السابقة. واستنادا إلى اللقى الأثرية التي عثرت عليها فإن تاريخها يعود إلى القرن التاسع أو الثامن قبل الميلاد .
حيث كان القدماء يقدسون موتاهم عبر أقامة مراسم جنائزية خاصة لهم ايمانا منهم بالبعث فقد كانوا يدفنون الملوك أو الأثرياء الراحلين بشكل لائق ومرموق ويصنعون لهم توابيت طينية على شكل أحواض ويغطونها بأغطية خاصة مع وضع مقتنياتهم من المجوهرات والأموال تحت رؤوسهم لكي يتمكنوا من الاهتمام بأمورهم واحتياجاتهم بعد البعث، حسب معتقداتهم، ونرى انعكاسات لهذا التفكير في أغلب المعتقدات القديمة لحضارة وادي الرافدين.
تتضمن مدينة أربيل بالإضافة إلى أحياء القلعة ثلاث احياء قديمة كمحلة عرب وخانقاه وتعجيل، هذه الاحياء القديمة لها تاريخ عريق تحتضن اماكن اثرية كثيرة لم يغيرها الزمان يزورها اعداد كبيرة من السياح كل عام .